# Moussodougou
Moussodougou là một tổng thuộc  tỉnh Comoé ở phía nam Burkina Faso. Thủ phủ là thị xã Moussodougou. Theo điều tra dân số năm 1996, tổng này có tổng dân số 9.407..

## Các thị xã và làng xã
Diamon, Kolokolo và Mondon